# أورديت (استديو)
شركة أورديت المحدودة (باليابانية: 株式会社オース، بالروماجي: Kabushiki-gaisha Ōsu) هو استوديو رسوم متحركة ياباني، تأسس في 10 أغسطس 2007 من قبل مدير كيوتو أنيميشن السابق يوتاكا ياماموتو وموظفين آخرين، ويقع مقره في مياكوجيما-كو في أوساكا.

## أعمال الاستوديو

### مسلسلات أنمي تلفزيونية
- كاناغي (2008 بالتعاون مع أيه-1 بكتشرز)
- فراكتال (2011 بالتعاون مع أيه-1 بكتشرز)
- بلاك روك شوتر (2012 بالتعاون مع سانزيغين)
- سينيو (2013 بالتعاون مع ليدين فيلمز)
- سينيو 2 (2013 بالتعاون مع ليدين فيلمز)
- ويك أب، غيرلز! (2014 بالتعاون مع تاتسونكو برودكشن)

### الأفلام
- ويك أب، غيرلز! - سيفن آيدول (2014 بالتعاون مع تاتسونكو برودكشن)
- ويك أب، غيرلز! سيشون نو كاغي (2015 بالتعاون مع ميلبينسي)
- ويك أب، غيرلز! بيوند ذا باتوم (2015 بالتعاون مع ميلبينسي)

### أوفا
- كاناغي (2009 بالتعاون مع أيه-1 بكتشرز)
- بلاك روك شوتر (2010)[4]
- مياكاوا - كي نو كوفوكو (2013 بالتعاون مع إينكوراج فيلمز)

### أونا
- بلوسم (2012)
- ويك أب، غيرلز زوو! (2014–2015 بالتعاون عع Studio Moriken)

## وصلات خارجية
- الموقع الرسمي باللغة اليابانية
- أورديت (استديو) على موقع IMDb (الإنجليزية)
- أورديت (استديو) على موقع ANN company (الإنجليزية)